# 楊美儀
楊美儀（1966年4月1日—），前香港無綫電視女藝員。

## 背景
楊美儀曾是譚詠麟国際歌迷會會長，也是帶領歌迷活動邁向社会慈善公益的先駒。1988年香港小姐競選總決賽佳麗，参選後加入無綫電視。楊美儀的演藝生涯短暫，曾于1980年代末至1990年代初期在無綫劇集中，有過不俗的演出。觀眾對其印象多止於1991年《今生無悔》一劇中的程虹一角。1990年，無綫新聞部的袁志偉曾與楊美儀傳拍拖，但遭楊否認。同年6月，楊終於承認曾與他拍拖，表示否認只因認為拍拖是私事，不想多講，而且因為與袁拍拖屬初階段。她表示雙方均感很大壓力。
1992年，楊美儀遠赴美國進修，轉行至美容業。1993年至2004年間於香港及台灣出版16本美容著作。2013年11月，楊美儀獲大韓民國忠清北道政府委任為榮譽大使，是韓國歷史上首位女性和首位中國人的榮譽大使。
2014年，楊美儀成立自己美容品牌Herbalgram，並推出第一個美容產品juicy CC lotion，以韓國最尖端技術生產而成的高度抗氧化美容品。

## 演出

### 電視劇（無綫電視）
- 1986年 《實況劇場：誰來愛我們》 飾 Eva
- 1989年 《公私三文治》 飾 Cindy
- 1989年 《千外有千》
- 1989年 《香港雲起時》 (無綫台慶劇)
- 1989年 《天上凡間》 飾 呂仙
- 1989年 《晉文公傳奇》 飾 齊姜
- 1990年 《優皮幹探》 飾 曾婉珊
- 1991年 《鐵血男兒》 飾 莫素蘭
- 1991年 《今生無悔》 飾 程虹
- 1992年 《龍影俠》 飾 尤若仙

### 電視劇（香港電台電視部）
- 1991年：《性本善：兩個女人的故事》 飾 Jennifer

### 電視節目
- 群星千萬FUN（第5集　鏡頭外的真我個性）

### 電影
- 1990年：《望夫成龍》

## 電視主持
- 1990年：無綫電視《寰宇風情》（意大利特輯）
- 1991年：無綫電視《寰宇風情》（南非特輯）

## 電台主持
- 2011-2012年：DBC數碼電台《美麗基因》

## 廣告代言
- 1988年：《羅拔臣布甸粉》

## 著作
- 1994年7月：《魅力裝扮手冊》 博益出版集團有限公司　ISBN 9789621713148
- 1996年6月：《靚足壹世》 壹出版有限公司　ISBN 9789625771427
- 1997年2月：《美容護膚手冊》 博益出版集團有限公司　ISBN 9789621711854
- 1997年4月：《美容消費情報-選購化妝品秘訣》 壹出版有限公司　ISBN 9789625772066
- 1998年6月：《楊美儀美容妙訣》 博益出版集團有限公司　ISBN 9789621714473
- 1998年8月：《肌膚勝雪：美白非夢事》 壹出版有限公司　ISBN 9789625774053
- 1999年7月：《楊美儀美麗記事簿》 文林社出版有限公司　ISBN 9789629791544
- 1999年7月：《白羊座的今生情約》 文林社出版有限公司　ISBN 9789629791537
- 2000年6月：《白羊座的今生情約》 皇冠出版社(香港)有限公司　ISBN 9789624516647
- 2002年7月：《護膚一生美麗》 皇冠出版社(香港)有限公司　ISBN 9789624517293
- 2003年10月：《精英學英語》 青桐社　ISBN 9789889709730
- 2004年4月：《護膚74個成分》 皇冠出版社(香港)有限公司　ISBN 9789624517897
- 2004年8月：《越食越靚》 皇冠出版社(香港)有限公司　ISBN 9789624518344
- 2011年5月：《美麗道理－－我的世界美容觀》 天地圖書有限公司　ISBN 9789882193833

## 相關鏈接
- 楊美儀個人網頁 （页面存档备份，存于）